# Erythrinidae
La famiglia Erythrinidae comprende 8 specie di pesci ossei d'acqua dolce appartenenti all'ordine Characiformes.

## Diffusione e habitat
Tutte le specie sono originarie del Centro e Sudamerica.

## Specie
La famiglia comprende 17 specie, suddivise in 3 generi:
- Genere Erythrinus
  - Erythrinus erythrinus
  - Erythrinus kessleri
- Genere Hoplerythrinus
  - Hoplerythrinus cinereus
  - Hoplerythrinus gronovii
  - Hoplerythrinus unitaeniatus
- Genere Hoplias
  - Hoplias aimara
  - Hoplias australis
  - Hoplias brasiliensis 
  - Hoplias curupira
  - Hoplias intermedius
  - Hoplias lacerdae
  - Hoplias macrophthalmus
  - Hoplias malabaricus
  - Hoplias microcephalus
  - Hoplias microlepis
  - Hoplias patana
  - Hoplias teres